# Accused (série de televisão)
Accused é um seriado de televisão britânico criado por Jimmy McGovern com roteiro escrito por Danny Brocklehurst e Alice Nutter. Seu primeiro episódio foi exibido pela BBC One em 15 de novembro de 2010. Trata-se de uma série antológica que não possui elenco ou história fixa, apresentando episódios ligados pelo mesmo tema: as transformações pelas quais as pessoas passam quando são acusadas de um crime.
Accused conta com os atores, Christopher Eccleston, Benjamin Smith, Juliet Stevenson, Andy Serkis, Marc Warren, Naomie Harris, Sean Bean e Anne-Marie Duff.

## Produção
A produção antológica, sem personagens/atores fixos, tem como tema as transformações pelas quais personagens passam quando são acusados de um crime. No dia da sentença, flashbacks narram as vidas dos acusados e os fatos que os levaram ao banco dos réus. Sem apresentar as investigações policiais ou o processo judicial, o público acompanha a vida do réu, o crime pelo qual é acusado e a decisão da justiça, cabendo ao telespectador decidir se o acusado é culpado ou inocente.

## Audiência
Com a exibição de “Frankie’s Story”, segundo episódio, a série se tornou alvo de  protestos por parte do público, da imprensa e das forças armadas, que criticaram a forma pouco realista com a qual os militares foram retratados. A partir desse episódio, a audiência de “Accused” caiu. Tendo registrado cerca de 5.4 milhões de telespectadores em sua estreia, a série chegou a 3.4 milhões de telespectadores em seu último episódio exibido. Apesar da perda de público, a produção ainda conseguiu manter uma audiência considerada mediana, com cerca de 3.3 milhões para a primeira temporada.

## Prêmios
| Ano  | Prêmio                  | Categoria                | Destinatário          | Resultado |
| ---- | ----------------------- | ------------------------ | --------------------- | --------- |
| 2011 | Emmy Internacional      | Melhor Série Dramática   | Accused               | Venceu    |
| 2011 | Emmy Internacional      | Melhor Ator              | Christopher Eccleston | Venceu    |
| 2013 | Emmy Internacional      | Melhor Série Dramática   | Accused               | Venceu    |
| 2013 | Emmy Internacional      | Melhor Ator              | Sean Bean             | Venceu    |
| 2013 | BAFTA Television Awards | Melhor Atriz Coadjuvante | Olivia Colman         | Venceu    |

## Exibição internacional
A série já foi transmitida para onze países, entre eles o Brasil pelo canal Globosat HD, que confirmou apenas a compra da segunda temporada, a qual teve sua exibição prevista para 2013. Segundo o canal, a primeira não foi adquirida porque não foi filmada em HD. Também ganhou exibição pelo SBT entre os dias 7 de março e 6 de junho de 2021, aos domingos ás 0h, com o título Acusado: Culpado ou Inocente?. Também ganhou exibição nas madrugadas de segunda a sexta ás 2h30. Os demais países que adquiriram a segunda temporada da série são: EUA (Netflix), Alemanha (Sky Deutschland), Nova Zelândia (TVNZ), Croácia (HRT), Canadá (TVO), Suécia (SVT), Finlândia (YLE), Islândia (RUV), Eslováquia (Slovak Televizia) e Polônia (BBC Global Channels), além de países da América Latina (Pramer).

## Distribuição
A série também teve os direitos de distribuição em DVD adquiridos pela Acorn Media, da Austrália, e Just Licensing da Bélgica/Holanda.

## Remake
Accused teve uma versão francesa produzida pelo canal France 2, com o título de Dérapage, a série ganhou a encomenda de seis episódios para sua primeira temporada.